# عبد الفتاح عبد الرؤوف
عبد الفتاح عبد الرؤوف إسحاق يُعرف أيضاً بـفتاح أفندي (1910 - 24 أبريل 1963) (1328 - 1383 هـ) عالم مسلم وشاعر  مقدوني. 

## سيرته
ولد عبد الفتاح بن عبد الرؤوف بن إسحاق  في مدينة  أسكوب في سنجق أسكوب بإيالة قوصوه العثمانية (مقدونيا حاليًا) سنة 1910م / 1328 هـ. تلقى تعليمه الابتدائي باللغة الصربية في مدينة أسكوب، ثم التحق بمدرسة مداح التي أسست بعد فتح المدينة من قبل الدولة العثمانية عام 1911، فحصل على الشهادة العلمية المعروفة باسم إجازتنامه عام 1933. إضافة إلى إجادته لعدد من اللغات: كالتركية والعربية والفارسية والصربية والمقدونية.

عمل مدرسًا للعقيدة وعلم الكلام في المدرسة التي تخرج فيها مدة خمسة أعوام (1933 - 1938) إلى جانب قيامه بالوعظ في عدة مساجد بالبلاد، ثم عُيّن مديرًا للمدرسة بلقب باش مدرس، وظل في منصبه هذا حتى أغلقت المدرسة من قبل الحكومة الشيوعية اليوغسلافية عام 1945.

حكم عليه بالسجن مدة سبعة أعوام من قبل السلطات الشيوعية، وبعد خروجه من السجن منع من العمل مدة من الزمن، وفي أواخر حياته عمل مترجمًا للوثائق التاريخية المتعلقة بالعهد العثماني التي كانت تخص بلاد مقدونيا.

توفي في 24 أبريل 1963/ 1 ذو الحجة 1382 في مسقط رأسه. 

## شعره
ذكره عبد العزيز البابطين في معجمه وقال «بشعره نزعة دينية تتخذ متجهًا عرفانيًا صوفيًا، وكتب في الدعوة إلى البر ونبذ الحرص، كما كتب في التوسل والتضرع إلى الله تعالى، إلى جانب شعر له في المدح والرثاء، اختص به أولي الفضل من العلماء، وكتب في مديح النبي (ص)، تتسم لغته بالطواعية مع ميلها أحيانًا إلى البث المباشر، وخياله نشيط وبشعره خلل في العروض ربما نتج عن الترجمة، وإن بدت بعض النصوص ملتزمة بالقافية، يحرص في أشعاره على تضمين آيات من القرآن الكريم، أو ألفاظه، مع الحرص على الدلالة القرآنية.» 

## مؤلفاته
له ديوان عبد الفتاح المسمى مجموعة كمال آروتشي، وديوان عبد الفتاح المسمى مجموعة بكر صدق وكل ديوان منهما ينسب إلى واحد من تلاميذ المترجم له، وهو الذي تولى كتابة وتوثيق هذه الأشعار.

له عدد من المؤلفات منها: 
- الوثائق التركية لتاريخ الشعب المقدوني، مشترك

وله عدد من المقالات. إضافة إلى عدة مقالات نشرتها له جريدة الهلال في أسكوب.